# Trichosteleum brongersmae
Trichosteleum brongersmae är en bladmossart som beskrevs av Bennard Otto van Zanten 1964. Trichosteleum brongersmae ingår i släktet Trichosteleum och familjen Sematophyllaceae. Inga underarter finns listade i Catalogue of Life.